# Powiat Baden
Powiat Baden (niem. Bezirk Baden) – powiat w Austrii, największy pod względem liczby mieszkańców w kraju związkowym Dolna Austria. Leży w rejonie Industrieviertel. Siedziba powiatu znajduje się w mieście Baden.
Powiat znany jest z produkcji win oraz ze źródeł termalnych.

## Geografia
Wschodnia część powiatu leży w Kotlinie Wiedeńskiej, zachodnia zaś w Lesie Wiedeńskim.
Największymi rzekami są: Triesting i Schwechat.
Powiat Baden graniczy: na północnym zachodzie z powiatami St. Pölten-Land i Wien-Umgebung, na północy z powiatem Mödling, na północnym wschodzie ponownie z powiatem Wien-Umgebung i powiatem Bruck an der Leitha, na wschodzie z powiatem Eisenstadt-Umgebung (w Burgenlandzie), na południu z powiatem Wiener Neustadt-Land i na zachodzie z powiatem Lilienfeld.

## Podział administracyjny
Powiat podzielony jest na 30 gminy, w tym pięć gmin miejskich (Stadt), 18 gmin targowych (Marktgemeinde) oraz siedem gmin wiejskich (Gemeinde).
| Miasta 1. Baden (26 017) 2. Bad Vöslau (12 396) 3. Berndorf (8 956) 4. Ebreichsdorf (11 860) 5. Traiskirchen (19 150) Gminy targowe 1. Alland (2651) 2. Altenmarkt an der Triesting (2211) 3. Enzesfeld-Lindabrunn (4226) 4. Günselsdorf (1747) 5. Hernstein (1561) 6. Hirtenberg (2607) 7. Kottingbrunn (7468) 8. Leobersdorf (5259) 9. Oberwaltersdorf (5013) 10. Pfaffstätten (3537) 11. Pottendorf (7491) 12. Pottenstein (2989) 13. Reisenberg (1766) 14. Seibersdorf (1566) 15. Sooß (1044) 16. Teesdorf (1819) 17. Trumau (3757) 18. Weissenbach an der Triesting (1746) | Gminy 1. Blumau-Neurißhof (1945) 2. Furth an der Triesting (895) 3. Heiligenkreuz (1616) 4. Klausen-Leopoldsdorf (1677) 5. Mitterndorf an der Fischa (3083) 6. Schönau an der Triesting (2118) 7. Tattendorf (1409) |
| (liczba mieszkańców 1 stycznia 2023) | |

## Transport
Przez powiat przebiega autostrada południowa A2, autostrada południowo-wschodnia A3 a także austriacka południowa linia kolejowa, te trzy ciągi komunikacyjne biegną w kierunku północ południe. Na teren powiatu wkracza również autostrada A21, która jest autostradową obwodnicą Wiednia. W powiecie znajdują się również drogi krajowe, są to: B11 (Mödlinger Straße), B16 (Ödenburger Straße), B17 (Wiener Neustädter Straße), B18 (Hainfelder Straße), B21 (Badener Straße) i B60 (Leitha Straße).